# Brea de Aragón
Pour les articles homonymes, voir Brea.
Brea de Aragón ou Ebreya en Aragonais est une commune d’Espagne, dans la province de Saragosse, communauté autonome d'Aragon, de la comarque de Aranda.